# ریشارد گوله
ریشارد گوله (انگلیسی: Richard Golle; ۲۸ مهٔ ۱۸۹۵ – تاریخ ورودی نامعتبر است) دوچرخه‌سوار اهل آلمان بود.